# アム・ティマン
アム・ティマン（フランス語: Am Timan）はチャドの都市である。サラマト州の州都である。

## 交通

### 空港
- アム・ティマン空港（英語版）